# Reggenza

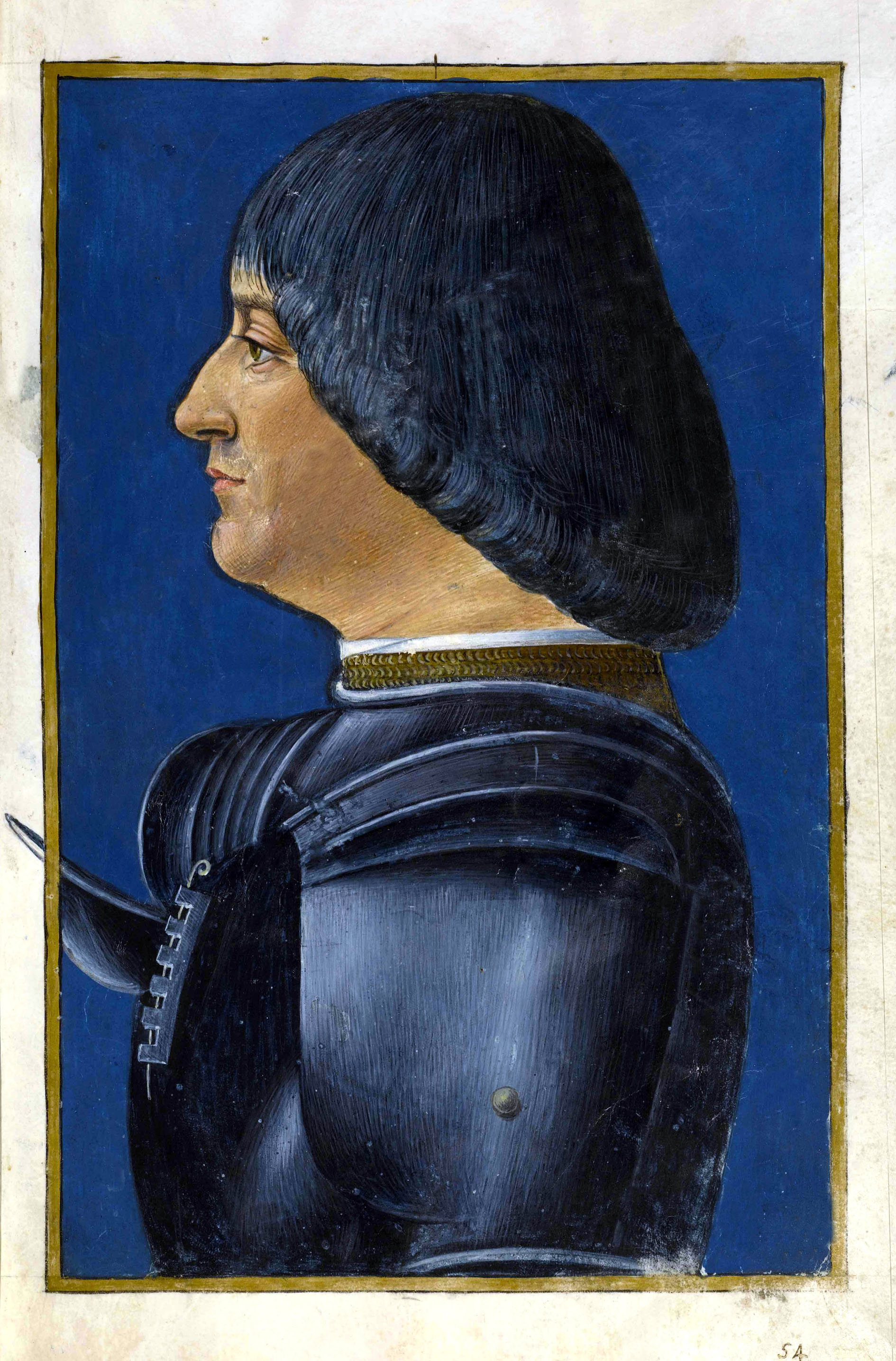
Ludovico il Moro: potentissimo reggente del ducato di Milano per quattordici anni, prima di conquistare il titolo per sé stesso.

La reggenza è la sovranità esercitata da una persona (detta reggente) in sostituzione del monarca.

## Caratteristiche
Il soggetto interessato "regge" lo Stato fintanto che il sovrano è impossibilitato al diretto esercizio delle proprie prerogative. L'attribuzione della funzione di reggente può, a seconda degli ordinamenti e delle circostanze, essere determinata per scelta del sovrano (o dal suo predecessore), sulla base della legge o sulla base della consuetudine. Quando la funzione di reggenza è collettiva, spesso si parla di "consiglio di reggenza".
Forme di reggenza sono la luogotenenza e l'interregno.

## Condizioni e presupposti
Una delle circostanze più frequenti che determinano la nomina di un reggente è quella in cui il sovrano sia minorenne: in tal caso, dal momento della successione fino al raggiungimento della maggiore età (che è spesso sancita dalla cerimonia di incoronazione) egli, pur essendo titolare effettivo della sovranità, ne vede demandato al reggente (in molti casi un parente) l'esercizio effettivo.
Un reggente può essere però nominato negli altri casi in cui il sovrano sia temporaneamente o definitivamente inabile o in generale impossibilitato allo svolgimento delle proprie funzioni, per assenza o malattia. In questi casi è spesso lo stesso sovrano a designare il proprio reggente. Più raro il caso in cui la nomina di un reggente sia determinata da un volontario ritiro del sovrano dall'esercizio dei propri poteri, mantenendone però la titolarità e senza ricorrere all'abdicazione (vedi il caso di Giovanni Adamo II di Liechtenstein).
I periodi di reggenza, talvolta protraendosi per lunghi periodi di tempo, risultano spesso particolarmente delicati per la condizione di precarietà e vulnerabilità del potere sovrano, che favorisce il proliferare di congiure volte a minare il potere legittimo.

## Reggenze attuali
| Stato         | Sovrano titolare          | Reggente           | Inizio reggenza | Note |
| ------------- | ------------------------- | ------------------ | --------------- | --- |
| Liechtenstein | Giovanni Adamo II         | Luigi              | 15 aprile 2004  | Il principe ha delegato le attività di governo al figlio per dedicarsi alle attività imprenditoriali della famiglia e consentirgli di fare esperienza.                                     |
| Johor         | Ibrahim Iskandar di Johor | Tunku Ismail Idris | 28 gennaio 2024 | Essendo stato eletto Yang di-Pertuan Agong (capo di Stato federale), Ibrahim Iskandar di Johor ha delegato al figlio le attività di governo del suo sultanato fino al termine del mandato. |
| Lussemburgo   | Enrico                    | Guglielmo          | 8 ottobre 2024  | |